# 몬테 크리스토 (영화)
《몬테 크리스토》(영어: The Count of Monte Cristo)는 2002년 공개된 영국, 미국, 아일랜드 합작 영화이다.

## 출연

### 주연
- 제임스 카비젤
- 가이 피어스
- 리처드 해리스
- 제임스 프레인
- 다그마라 도민칙
- 마이클 윈콧
- 루이스 구즈만

### 조연
- 헨리 카빌
- 프레디 존스

## 기타
- 원작자: 알렉상드르 뒤마 페레
- 공동제작: 모건 오설리반
- 미술: 마크 게러티
- 의상: 톰 랜드
- 배역: 프리실라 존
- 배역: 마시아 로스